# Renées brygga
Renées brygga är ett intervjuprogram med Renée Nyberg på TV4 och TV4 Play som hade premiär den 18 februari 2015.
I programmet bjuder Renée Nyberg in kändisar till sin brygga i Stockholms skärgård för samtal. Signaturmelodin, introt, är ”Halvvägs” med Movits!. I varje program spelas även ”Vågorna” med Uno Svenningsson.
Den 7 januari 2025 hade säsong elva premiär.

## Gäster per avsnitt

### Säsong 1
Premiär 18 februari 2015.
- Avsnitt 1: Steffo Törnquist, Måns Zelmerlöw och Carolina Klüft
- Avsnitt 2: Peter Dalle, Johan Ulvesson och Agneta Sjödin
- Avsnitt 3: Kjell Bergqvist, Carolina Gynning och Björn Ferry
- Avsnitt 4: Arja Saijonmaa, Camilla Läckberg och Isabella Löwengrip
- Avsnitt 5: Patrik Sjöberg, Tony Irving och Mia Törnblom
- Avsnitt 6: Lill-Babs, Tommy Körberg och Sanna Lundell

### Säsong 2
- Avsnitt 1: Lena Philipsson, David Batra och Paolo Roberto
- Avsnitt 2: Ewa Fröling, Ara Abrahamian och Dan Ekborg
- Avsnitt 3: Jonas Hallberg, Dragomir Mrsic och Jessica Almenäs
- Avsnitt 4: Maria Lundqvist, Sven Wollter och Tommy Söderström
- Avsnitt 5: Steve Angello, Isabel Adrian, Anja Pärson och Filippa Rådin
- Avsnitt 6: Lill Lindfors, Helena af Sandeberg och Morgan Alling

### Säsong 3
- Avsnitt 1: Leif GW Persson, Lotta Lundgren och Josef Fares
- Avsnitt 2: Carola Häggkvist, Måns Möller och Krister Henriksson
- Avsnitt 3: Robert Gustafsson, Claes Malmberg och Rachel Bråthén (Yoga Girl)
- Avsnitt 4: Fredrik Reinfeldt, Loreen och Anders Timell
- Avsnitt 5: Sven Melander, Victoria Silvstedt och Anders Öfvergård
- Avsnitt 6: Miriam Bryant, Jill Johnson och Özz Nûjen
- Avsnitt 7: Christine Meltzer, Alexander ”The Mauler” Gustafsson och Andreas Lundstedt
- Avsnitt 8: Barbro Svensson, Malin Berghagen, Stefan Holm och Johnny Holm

### Säsong 4
- Avsnitt 1: Börje Salming, Nano Omar och Stina Wollter
- Avsnitt 2: Gudrun Schyman, Samir Badran och Kalle Moraeus
- Avsnitt 3: Alexander Bard, Johan Rabaeus och Shima Niavarani
- Avsnitt 4: Pia Johansson, Mark Levengood och Alex Schulman
- Avsnitt 5: Petter Askergren, Plura Jonsson och Alice Bah Kuhnke
- Avsnitt 6: Bahar Pars, Jonas Björkman och Måns Zelmerlöw

### Säsong 5
- Avsnitt 1:  Petter Stordalen, Kristin Kaspersen och Viktor Frisk
- Avsnitt 2: Henrik Lundqvist, Ola Salo och Lasse Åberg
- Avsnitt 3: Lisa Nilsson, Oscar Zia och Per Andersson
- Avsnitt 4: Eva Röse, Kjell Bergqvist och Martin Stenmarck
- Avsnitt 5: Pernilla Wahlgren, Bianca Ingrosso och Christina Schollin
- Avsnitt 6: Tilde de Paula Eby, Lill Lindfors och Daniel Norberg
- Avsnitt 7: Jonas Gardell, Martina Haag och Jon Henrik Fjällgren
- Avsnitt 8: Sofia Helin, Tommy Nilsson och Peter Magnusson

### Säsong 6[3]
- Avsnitt 1: Björn Skifs, Benjamin Ingrosso och Sarah Sjöström
- Avsnitt 2: Malena Ernman, Ingemar Stenmark och Jan Björklund
- Avsnitt 3: Kajsa Bergqvist, Charlotte Perelli och Janne Andersson
- Avsnitt 4: Peter Jöback, Linnéa Claeson och Peter "Foppa" Forsberg
- Avsnitt 5: Anders Jansson, Carolina Gynning och Dragomir Mrsic
- Avsnitt 6: Hanna Hedlund, Alexander Karim och Lasse Berghagen
- Avsnitt 7: Magdalena Forsberg, Peter Haber och Kodjo Akolor
- Avsnitt 8: Siw Malmkvist, Andreas Granqvist och Linus Wahlgren

### Säsong 7
Premiär 13 januari 2021.
- Avsnitt 1: Lena Endre, Sven Wollter och Felix Sandman
- Avsnitt 2: Robert Gustafsson, Laleh och Rachel Molin
- Avsnitt 3: Carola Häggkvist, Petra Mede och William Spetz
- Avsnitt 4: Marianne Mörck, Sarah Dawn Finer och John Lundvik
- Avsnitt 5: Mona Sahlin, Janne Josefsson och Lasse Kronér
- Avsnitt 6: Helena Bergström, Peter Settman och Marie Göranzon
- Avsnitt 7: Annie Lööf, Camilla Läckberg och Stefan Sauk
- Avsnitt 8: Malin Persson Giolito, Henrik Schyffert och Björn Hellberg

### Säsong 8
Premiär 12 januari 2022.
- Avsnitt 1: Loa Falkman, Helen Sjöholm och Oscar Zia
- Avsnitt 2: Peter Stormare, Keyyo och Markoolio
- Avsnitt 3: Anton och Tommy Körberg, Annika och Happy Jankell
- Avsnitt 4: Sissela Kyle, Edward af Sillén och Dolph Lundgren
- Avsnitt 5: Sven-Göran Eriksson, Mia Parnevik och Johanna Nordström
- Avsnitt 6: Stefan Löfven, Tusse och Lotta Schelin
- Avsnitt 7: Felix Herngren, Nour El Refai och Uje Brandelius
- Avsnitt 8: Anis Don Demina, Tina Nordström och Christer Lindarw[6]

### Säsong 9
Premiär 11 januari 2023.
- Avsnitt 1: David Lagercrantz, Edvin Ryding och Sanna Nielsen
- Avsnitt 2: Ewa Fröling, Tareq Taylor och Edvin Törnblom
- Avsnitt 3: Anders Bagge, Tomas Brolin och Tone Sekelius
- Avsnitt 4: Charlotte Kalla, Carina Bergfeldt och Patrick Ekwall
- Avsnitt 5: Jens Lapidus, Filip Dikmen och Kikki Danielsson
- Avsnitt 6: Sofia Wistam, Claes Malmberg och Ola Forssmed
- Avsnitt 7: Krister Henriksson, Ulla Skoog och Hampus Nessvold
- Avsnitt 8: Claes Eriksson, Elin Kjos och Pär Lernström

### Säsong 10
Premiär 9 januari 2024.
- Avsnitt 1: Kristin Kaspersen, Filip Lamprecht, Gunde och Ferry Svan
- Avsnitt 2: Irma Lehtosalo, Andreas Lundstedt och Farah Abadi
- Avsnitt 3: Jan Eliasson, Anja Pärson och Linnea Henriksson
- Avsnitt 4: Nikki Amini, Thomas Ravelli och Joakim Lundell
- Avsnitt 5: Ulf Kristersson, Lee Christiernsson och Amie Bramme Sey
- Avsnitt 6: Jonas Gardell, Anders "Ankan" Johansson och Vanna Rosenberg
- Avsnitt 7: Dan Ekborg, Ellen Bergström och Mårten Andersson
- Avsnitt 8: Jon Olsson, Eva Rydberg och Carl-Einar Häckner

### Säsong 11
Premiär 7 januari 2025.
- Avsnitt 1: Sarah Sjöström, Nicklas Lidström, Jessica Almenäs
- Avsnitt 2: Kim Källström, Eric Saade, Camilla Läckberg
- Avsnitt 3: Peg och Penny Parnevik, Marcus & Martinus
- Avsnitt 4: Britt Ekland, Gina Dirawi, Andreas Norlén
- Avsnitt 5: Ludmila Engquist, Mark Levengood, Henrik Johnson
- Avsnitt 6: Gunilla Persson, Thomas Bodström, Caroline af Ugglas
- Avsnitt 7: Sebastian Larsson, Nanne Grönvall, Arantxa Alvares
- Avsnitt 8: Morgan Alling, Shima Niavarani, Sussie Eriksson